# Fortificações de Ladário
As fortificações de Ladário localizavam-se à margem direita do rio Paraguai, na atual cidade de Ladário, estado de Mato Grosso do Sul, no Brasil.

## História
SOUZA (1885), reporta-se ao almirante Augusto Leverger, barão de Melgaço, para informar que a primitiva fortificação deste local remonta a um Presídio (colônia militar) fundado em 1778 por determinação do quarto governador e capitão-general da capitania de Mato Grosso, Luís de Albuquerque de Melo Pereira e Cáceres, em honra a quem foi inicialmente denominado Albuquerque (velho) (op. cit., p. 136-137, 139).
Fruto do projeto civilizador da Coroa Portuguesa para a região, um Sargento-mor foi encarregado em 1778 de "levantar uma grande cruz de pau de lei, limpar terreno, fazer quartel e fogos, caçar nos matos vizinhos, pescar nos rios." O sertanista João Leme do Prado ali se instalou com a família e alguns colonos, idos da vila de Cuiabá. Um "Perfil da povoação de Albuquerque" (1784), revela uma praça retangular com uma Capela numa das extremidades e o Quartel na outra, dois arruamentos paralelos a cada um dos lados maiores da praça e poucas casas (DELSON, 1979:102-103. apud SILVA, 1999:74).
Posteriormente, o Presídio de Albuquerque foi transplantado para local mais adequado, constituindo o embrião da futura vila (hoje cidade) de Corumbá (vide Fortificações de Corumbá) (SOUZA, 1885:137).
Após a Guerra da Tríplice Aliança (1864-1870), nesta localidade (antigo presídio de Albuquerque) foi lançada a pedra fundamental do Arsenal de Marinha da Província de Mato Grosso (14 de março de 1873), inaugurado no ano seguinte. Os seus meios de defesa consistiam em três baterias à barbeta pelo lado do rio, e pelos lados de leste e de sul, uma linha quebrada e contínua, circunscrevendo todas as oficinas e dependências do Arsenal (SOUZA, 1885:137). GARRIDO (1940) compreende estas estruturas como constituintes de um forte (Forte do Ladário) que, em 1880, montava sessenta e oito peças de diferentes calibres (op. cit., p. 164).
BARRETTO (1958) informa que, à época (1958), as suas dependências serviam de sede ao 6º Distrito Naval (op. cit., p. 304), constituindo no presente a Base Fluvial de Ladário (BFLa), prestando apoio logístico às embarcações e às OM subordinadas ao 6º Distrito Naval (Informativo NOMAR, Serviço de Relações Públicas da Marinha, Brasília, 30 de março de 2002, n° 719 p. 6).